# Saxifraga paradoxa
Saxifraga paradoxa är en stenbräckeväxtart som beskrevs av Kaspar Maria von Sternberg. Saxifraga paradoxa ingår i Bräckesläktet som ingår i familjen stenbräckeväxter. Inga underarter finns listade i Catalogue of Life.